# تيجاني بابانجيدا
تيجاني بابانجيدا (بالإنجليزية: Tijani Babangida)‏ (من مواليد 25 سبتمبر 1973 في كادونا) هو لاعب كرة قدم نيجيري سابق لعب كلاعب وسط جناح. اشتهر بسرعته وأسلوبه في اللعب، حيث كان يُشبه أحيانًا بأسلوب لعب اللاعب الهولندي مارك أوفرمارس. قضى بابانجيدا مُعظم مسيرته الكروية في أياكس أمستردام. بشكل عام، لعب في خمس دول في ثلاث قارات. على مستوى الأندية، قضى بابانجيدا تسع سنوات في هولندا، لعب خلالها لنوادي في في في فينلو ورودا كيركراده وأياكس أمستردام وفيتيسه آرنهم. وحقق كأس هولندا مرتين، والدوري الهولندي مرة واحدة.
لعب أكثر من 30 مباراة مع منتخب بلاده نيجيريا، بما في ذلك أربع مباريات في كأس العالم 1998 في فرنسا. كما شارك أيضا في بطولتين لكأس الأمم الأفريقية (2000 و2002)، إضافة إلى أنه كان حاضرا في تشكيلة مُنتخب بلاده الأولمبي الذي فاز بالميدالية الذهبية في مُسابقة كرة القدم للرجال ضمن دورة الألعاب الأولمبية الصيفية 1996. كانت أول مُشاركة دولية لبابانجيدا مع المُنتخب الأول سنة 1994، واستمر في المُشاركة معه إلى غاية اقتراب كأس العالم 2002. بعد توقف لمُدة عامين عن اللعب الدولي، اُستدعي بابانجيدا مُجددًا للمنتخب النيجيري استعدادًا لكأس الأمم الأفريقية 2004 في تونس.

## حياته الشخصية
بابانجيدا يُلقب أحيانًا بـ«تي جيه» وُلد لعائلة كبيرة في مدينة كادونا في عام 1973. كان تيجاني مُتزوجًا من رباح (تطلقا لاحقًا)، وهي أخت زوجة دانييل أموكاتشي. نشط اثنان من أشقائه التسعة، وهُما إبراهيم وهارونا، أيضا في مجال كرة القدم. أمضى الأول خمس سنوات في نادي فولندام، في حين كان الثاني أصغر لاعب في تاريخ كرة القدم الإسبانية لديه شرط شراء في عقده وثاني أصغر لاعب يلعب مع نادي برشلونة، حيث شارك لأول مرة مع برشلونة في عام 1998 عندما كان عمره 15 سنة. في عام 1996، قام بابانجيدا بإعلان تجاري لبنك ايه بي ان امرو يشير فيه إلى تردده بشأن عقد ما. في عام 2004، وقع بابانجيدا على عقد بقيمة 2 مليون دولار لجلب كرات قدم جديدة إلى بلاده نيجيريا. في العام نفسه، افتتح مركزًا تجاريًا في كادونا. بعد اعتزاله كرة القدم بشكل نهائي، عمل بابانجيدا وكيلًا للاعبي كرة القدم.

## مسيرة الأندية

### بداية مسيرته
ولد بابانجيدا في كادونا بنيجيريا. في عام 1991، عندما كان يبلغ من العمر 17 عامًا، بعد أداء جيد في دورة الألعاب الأفريقية 1991، غادر نادي نيجر تورنادو النيجيري لينتقل إلى نادي رودا كيركراده الذي يلعب في الدوري الهولندي الممتاز. وأُعير مباشرة إلى نادي في في في فينلو الهولندي حتى نهاية الموسم. لعب بابانجيدا ستة مباريات في الدوري، وسجل ثلاث أهداف في موسم 1991-1992. على الرغم من هبوط نادي فينلو إلى الدوري الهولندي الدرجة الثانية، ظل بابانجيدا في النادي لمدة عام آخر في دوري الدرجة الثانية.
حقق بابانجيدا إنجازًا كبيرًا في موسم 1992-93 حيثُ سجل 16 هدفًا، وساعد فينلو في العودة إلى الدوري الهولندي الممتاز مُجددًا. في الموسم التالي، عاد بابانجيدا إلى رودا كيركراده، وأصبح مُباشرة لاعبًا أساسيًا في الفريق الأول، شارك بابانجيدا 29 مباراة في الدوري ذلك الموسم، وسجل 11 هدفًا.
قضى بابانجيدا موسمين آخرين في رودا كيركراده. وفي موسم 1995-1996، سجل بابانجيدا 10 أهداف في الدوري مما جعله أفضل هدافي النادي في ذلك الموسم. في عام 1995، ظهر بابانجيدا لأول مرة في البطولات الأوروبية، حيثُ ساهم بهدف بالدور الأول لكأس الاتحاد الأوروبي على أوليمبيجا ليوبليانا [الإنجليزية] وتأهل الفريق للدور الثاني بنتيجة 5-2 في مجموع المباراتين، وهذه تُعتبر أول مُشاركة أوروبية لنادي رودا كيركراده منذ خمس سنوات. لكنه خسر أمام نادي بنفيكا في الدور الثاني. قدم بابانجيدا أداء جيد على المستويين الدولي والمحلي مما أدى ذلك إلى اهتمام أياكس الهولندي، حيثُ كان لويس فان خال يبحث عن لاعب ليحل محل النيجيري فينيدي جورج، الذي رحل مؤخرًا إلى ريال بيتيس.

### أياكس
انضم بابانجيدا إلى أياكس في صيف عام 1996 مقابل 5 مليون يورو. شارك في 29 مباراة بالدوري وسجل أربعة أهداف في موسمه الأول مع أياكس. لعب بابانجيدا دورًا مهمًا في مسيرة أياكس الأوروبية، حيثُ سجل ثلاثة أهداف بما في ذلك هدف ضد نادي أوكسير الفرنسي في دور المجموعات، وهدف الفوز في مباراة الإياب من لقاء دوري أبطال أوروبا ضد أتلتيكو مدريد على ملعب فيسنتي كالديرون، وذلك وضع أياكس في نصف نهائي المسابقة.
حقق بابانجيدا موسمًا ثانيًا ناجحًا مع النادي حيثُ ساعد أياكس في الحصول على لقب الدوري الهولندي مرة أخرى بفارق 39 نقطة عن نادي آيندهوفن، في حين أن أهدافه الـ13 في الدوري في 26 مباراة جعلته ثالث هداف للنادي خلف شوتا أرفيلادزه وياري ليتمانن. حصل أياكس على لقبه الثاني هذا الموسم بعد فوزه 5-0 على نادي آيندهوفن في نهائي كأس هولندا وسجل النيجيري الهدف الأول.
بدأت حظوظ بابانجيدا تتغير في نهاية عام 1998. بعد أن غاب عن بداية الموسم بسبب الملاريا، فقد بابانجيدا تدريجيًا مركزه في التشكيلة الأساسية حيثُ كان مورتن أولسن يتطلع إلى تحسين أداء الفريق المتذبذب في كل من الدوري المحلي وأوروبا. بدأ بابانجيدا أساسيًا في مباراتين في دور المجموعات في دوري أبطال أوروبا لكن الموسم الأوروبي انتهى بخيبة أمل حيثُ احتل أياكس المركز الأخير في مجموعته خلف أولمبياكوس، دينامو زغرب، ونادي بورتو. بشكل عام، شارك بابانجيدا في 18 مباراة بالدوري مع أياكس في ذلك الموسم، حيثُ شارك في سبع مباريات فقط كأساسي، ولم يشارك في نهائي كأس هولندا حيثُ تمكن أياكس من الاحتفاظ باللقب بعد فوزه على فورتونا سيتارد في النهائي.
بعد موسم 1999، لم يُشارك بابانجيدا بعدد كافٍ من المُباريات، حيثُ شارك في ثماني مباريات فقط ولم يلعب أي مباراة في النصف الأول من موسم 2000–01. في محاولة لبيع اللاعب، توصل أياكس إلى اتفاق مع نادي غنتشلربيرليغي التركي لإعارته لمدة نصف عام حتى نهاية الموسم الجاري.

### نهاية مسيرته
قضى بابانجيدا فترة غير ناجحة في تركيا، وعند نهاية فترة إعارته، قرر النادي التركي عدم تجديد الإعارة. بحثًا عن انتقاله خارج هولندا، اقترب بابانجيدا من التوقيع مع نادي أوكسير الفرنسي، لكنه تلقى مكالمة في اللحظة الأخيرة من رونالد كومان ووافق على الانضمام إليه في فيتيسه آرنهم بدلاً من ذلك. وكان أساسيًا في تشكيلة رونالد كومان، لكن خسر مركزه الأساسي بعد ذلك، عندما غادر رونالد كومان إلى أياكس وحل محله إدوارد ستورنج [الإنجليزية].‌
ثم وقع عقد إعارة لمدة ستة أشهر مع نادي الاتحاد السعودي في عام 2002، وانضم إلى بيبيتو وتيتي كامارا، لكنه غادر الفريق في نوفمبر بعد خلافات مع مدرب الفريق البرازيلي أوسكار بيرناردي. في محاولة لحل حالة الجمود مع ناديه أياكس، عاد بابانجيدا إلى أمستردام لمواصلة التفاوض بشأن إنهاء عقده مع النادي. في 30 أبريل 2003، بعد ثلاث سنوات من لعب بابانجيدا آخر مباراة له مع النادي، أُعلن أن كلا الجانبين قد توصلا إلى اتفاق وتم إنهاء عقد اللاعب مع النادي.
كلاعب حر، خضع بابانجيدا لتجربة ناجحة في نادي تيانجين تيدا الصيني في صيف عام 2003. ومع ذلك، تأجلت عملية انتقاله بسبب تفشي مرض السارس في الصين، ووقع بابانجيدا مع فريق الدرجة الثانية تشانغتشون ياتاي بعد فترة وجيزة. سجل أربعة أهداف في القسم الثاني من الموسم لفريقه مما ساهم بالفوز بلقب الدوري الصيني الدرجة الثانية وأُستدعي بعد ذلك للمنتخب الوطني للتحضير لكأس الأمم الأفريقية 2004.  سجل بابانجيدا أربعة أهداف أخرى لياتاي في الموسم التالي قبل اعتزاله بشكل نهائي في عام 2004.

## مسيرته الدولية
تلقى بابانجيدا أول استدعاء له لمنتخب نيجيريا الأول لمباراة ودية قبل كأس العالم ضد منتخب رومانيا في عام 1994. ثم لعب في مباراة ودية ضد منتخب جورجيا، لكنهُ لم يُستدعى للقائمة النهائية لكأس العالم 1994.
كانت فرص بابانجيدا الدولية قليلة جزئيًا بسبب وجوده خلف فينيدي جورج في أحقية المركز الأساسي. لعب دورًا مهمًا في انتصار فريقه في المُشاركة الأولمبية في أتلانتا عام 1996، بعد مُنافسة شديدة، تغلبت نيجيريا على البرازيل والأرجنتين، بمُشاركة عدد كبير من اللاعبين الكبار أمثال ديدا، روبرتو كارلوس، بيبيتو، رونالدو، ريفالدو، هرنان كرسبو، كلاوديو لوبيز، أرييل أورتيغا ودييغو سيميوني وآخرين. شارك بابانجيدا مع نيجيريا في كأس العالم 1998، ولعب 120 دقيقة كاملة حيثُ بدأ أساسيًا في مباراة واحدة ودخل كبديل في الثلاثة الأخرى. وسجل الهدف الوحيد لفريقه في مباراة الدور الثاني أمام الدنمارك. في يناير 2001، ظهر بابانجيدا في مباراة ودية في ملعب يوكوهاما الدولي (المعروف باسم ملعب نيسان حاليًا)، حيثُ لعب مع تشكيلة الفيفا في مباراة ضد نجوم اليابان وكوريا الجنوبية.
ظهر بابانجيد لأول مرة في كأس الأمم الأفريقية عام 2000، بما أن نيجيريا انسحبت مِن نسخة 1996 في جنوب أفريقيا لأسباب سياسية وغاب أيضًا عن كأس الأمم الأفريقية 1998 بسبب عدم التأهل. سجل بابانجيدا هدفين في مرمى جنوب أفريقيا ليضع نيجيريا في المباراة النهائية ضد الكاميرون، حيثُ تعادلوا 2-2، قبل أن يخسروا 3-4 بركلات الترجيح. شارك في جميع مباريات فريقه الخمس، وبدأ أساسيًا في مباراتين.
ثم شارك في مسيرة نيجيريا إلى نهائيات كأس العالم 2002، وسجل هدفين مهمين في الشوط الأول ضد غانا في اليوم الأخير من تصفيات كأس العالم 2002، مما ساعد نيجيريا للحصول على المقعد الأفريقي الأخير في كأس العالم. شارك بابانجيدا في جميع مباريات فريقه في كأس الأمم الأفريقية 2002، لكنه اُستبعد قبل كأس العالم، إلى جانب العديد من اللاعبين ذوي الخبرة مثل ساندي أوليسيه وفينيدي جورج. اُستدعى للمنتخب الوطني للمعسكر التدريبي قبل كأس الأمم في فارو بالبرتغال في عام 2004، لكنهُ لم يُستدعى في القائمة النهائية، مما جعل كأس الأمم 2002 آخر بطولة دولية له.

## إحصائيات

### النادي
| النادي                          | الموسم        | الدوري                         | الدوري    | الدوري  |
| النادي                          | الموسم        | الدرجة                         | المشاركات | الأهداف |
| ------------------------------- | ------------- | ------------------------------ | --------- | ------- |
| في في في فينلو (إعارة)          | 1991–92       | الدوري الهولندي الممتاز        | 6         | 3       |
| في في في فينلو (إعارة)          | 1992–93       | الدوري الهولندي الدرجة الثانية | 28        | 16      |
| في في في فينلو (إعارة)          | المجموع       | المجموع                        | 34        | 19      |
| رودا كيركراده                   | 1993–94       | الدوري الهولندي الممتاز        | 29        | 11      |
| رودا كيركراده                   | 1994–95       | الدوري الهولندي الممتاز        | 20        | 5       |
| رودا كيركراده                   | 1995–96       | الدوري الهولندي الممتاز        | 29        | 10      |
| رودا كيركراده                   | المجموع       | المجموع                        | 78        | 26      |
| أياكس أمستردام                  | 1996–97       | الدوري الهولندي الممتاز        | 25        | 4       |
| أياكس أمستردام                  | 1997–98       | الدوري الهولندي الممتاز        | 26        | 13      |
| أياكس أمستردام                  | 1998–99       | الدوري الهولندي الممتاز        | 18        | 2       |
| أياكس أمستردام                  | 1999–2000     | الدوري الهولندي الممتاز        | 8         | 1       |
| أياكس أمستردام                  | المجموع       | المجموع                        | 77        | 20      |
| غنتشلربيرليغي (إعارة)           | 2000–01       | الدوري التركي الممتاز          | 12        | 2       |
| فيتيسه آرنهم (إعارة)            | 2001–02       | الدوري الهولندي الممتاز        | 14        | 1       |
| نادي الاتحاد (السعودية) (إعارة) | 2002–03       | دوري المحترفين السعودي         | 5         | 0       |
| نادي تشانغتشون ياتاي            | 2003          | الدوري الصيني الدرجة الثانية   | 9         | 4       |
| نادي تشانغتشون ياتاي            | 2004          | الدوري الصيني الدرجة الثانية   | 20        | 4       |
| نادي تشانغتشون ياتاي            | المجموع       | المجموع                        | 29        | 8       |
| المسيرة كاملة                   | المسيرة كاملة | المسيرة كاملة                  | 249       | 76      |

### المنتخب
| المنتخب | السنة   | المشاركات | الأهداف |
| ------- | ------- | --------- | ------- |
| نيجيريا | 1994    | 2         | 0       |
| نيجيريا | 1995    | 0         | 0       |
| نيجيريا | 1996    | 0         | 0       |
| نيجيريا | 1997    | 2         | 0       |
| نيجيريا | 1998    | 7         | 1       |
| نيجيريا | 1999    | 3         | 0       |
| نيجيريا | 2000    | 10        | 2       |
| نيجيريا | 2001    | 7         | 2       |
| نيجيريا | 2002    | 5         | 0       |
| المجموع | المجموع | 36        | 5       |

| الرقم | التاريخ        | الملعب                     | الخصم        | الهدف | النتيجة | المنافسة                         |
| ----- | -------------- | -------------------------- | ------------ | ----- | ------- | -------------------------------- |
| 1.    | 28 يونيو 1998  | ملعب فرنسا، سان دوني       | الدنمارك     | 1–4   | 1–4     | كأس العالم 1998                  |
| 2.    | 10 فبراير 2000 | ملعب لاغوس الوطني، لاغوس   | جنوب إفريقيا | 1–0   | 2–0     | كأس الأمم الأفريقية 2000         |
| 3.    | 10 فبراير 2000 | ملعب لاغوس الوطني، لاغوس   | جنوب إفريقيا | 2–0   | 2–0     | كأس الأمم الأفريقية 2000         |
| 4.    | 29 يوليو 2001  | ملعب التحرير، بورت هاركورت | غانا         | 2–0   | 3–0     | تصفيات كأس العالم 2002 (أفريقيا) |
| 5.    | 29 يوليو 2001  | ملعب التحرير، بورت هاركورت | غانا         | 3–0   | 3–0     | تصفيات كأس العالم 2002 (أفريقيا) |

## الإنجازات

### النادي
في في في فينلو
- الدوري الهولندي الدرجة الثانية: 1992–93.

 أياكس
- الدوري الهولندي: 1997–98.
- كأس هولندا: 1997–98، 1998–99.

 غنتشلربيرليغي
- كأس تركيا 2000–01 [الإنجليزية]

 الاتحاد
- دوري المحترفين السعودي: 2002–03.

### المنتخب
نيجيريا
- ذهبية كرة القدم الأولمبية:  1996.

## روابط خارجية
- تيجاني بابانجيدا على موقع الاتحاد الدولي (مؤرشف)  (الإنجليزية)
- تيجاني بابانجيدا على موقع قاعدة بيانات كرة القدم.إي يو (الإنجليزية)
- تيجاني بابانجيدا على موقع ناشيونال فوتبول تيمز (الإنجليزية)
- تيجاني بابانجيدا على موقع Soccerway.com (الإنجليزية)
- تيجاني بابانجيدا على موقع عالم كرة القدم.نت (الإنجليزية)
- تيجاني بابانجيدا على موقع كووورة
- تيجاني بابانجيدا على موقع أوليمبيديا (الإنجليزية)